# Symbion pandora
Symbion pandora is een soort kransdiertje uit het geslacht Symbion. Het diertje behoort tot de familie Symbiidae. Symbion pandora werd in 1995 beschreven door Reinhardt Kristensen & Peter Funch.

## Taxonomie
- Klasse Eucycliophora
  - Orde Symbiida
    - Familie Symbiidae
      - Geslacht Symbion
        - Symbion pandora
        - Symbion americanus